# Luís Freire
Luís Carlos Batalha Freire, noto semplicemente come Luís Freire (Ericeira, 3 novembre 1985), è un allenatore di calcio portoghese, tecnico del Vitória Guimarães.

## Carriera
Il 15 gennaio 2025 diventa il nuovo tecnico del Vitória Guimarães.

## Statistiche

### Statistiche da allenatore
Statistiche aggiornate al 17 maggio 2025. 
In grassetto le competizioni vinte.
| Stagione        | Squadra           | Campionato      | Campionato | Campionato | Campionato | Campionato | Coppe nazionali | Coppe nazionali | Coppe nazionali | Coppe nazionali | Coppe nazionali | Coppe continentali | Coppe continentali | Coppe continentali | Coppe continentali | Coppe continentali | Altre coppe | Altre coppe | Altre coppe | Altre coppe | Altre coppe | Totale | Totale | Totale | Totale | % Vittorie | Piazzamento |
| Stagione        | Squadra           | Comp            | G          | V          | N          | P          | Comp            | G               | V               | N               | P               | Comp               | G                  | V                  | N                  | P                  | Comp        | G           | V           | N           | P           | G      | V      | N      | P      | %          | Piazzamento |
| --------------- | ----------------- | --------------- | ---------- | ---------- | ---------- | ---------- | --------------- | --------------- | --------------- | --------------- | --------------- | ------------------ | ------------------ | ------------------ | ------------------ | ------------------ | ----------- | ----------- | ----------- | ----------- | ----------- | ------ | ------ | ------ | ------ | ---------- | ----------- |
| 2018-gen. 2019  | Estoril Praia     | PL              | 18         | 9          | 3          | 6          | CP+CdL          | 2+4             | 1+3             | 1+0             | 0+1             | -                  | -                  | -                  | -                  | -                  | -           | -           | -           | -           | -           | 24     | 13     | 4      | 7      | 54,17      | Eson.       |
| 2019-2020       | Nacional          | SL              | 24         | 14         | 8          | 2          | CP+CdL          | 1+1             | 0+0             | 0+1             | 1+0             | -                  | -                  | -                  | -                  | -                  | -           | -           | -           | -           | -           | 26     | 14     | 9      | 3      | 53,85      | 1º (prom.)  |
| 2020-mar. 2021  | Nacional          | PL              | 24         | 5          | 6          | 13         | CP              | 3               | 2               | 0               | 1               | -                  | -                  | -                  | -                  | -                  | -           | -           | -           | -           | -           | 27     | 7      | 6      | 14     | 25,93      | Eson.       |
| Totale Nacional | Totale Nacional   | Totale Nacional | 48         | 19         | 14         | 15         |                 | 5               | 2               | 1               | 2               |                    | -                  | -                  | -                  | -                  |             | -           | -           | -           | -           | 53     | 21     | 15     | 17     | 39,62      |             |
| 2021-2022       | Rio Ave           | SL              | 34         | 21         | 7          | 6          | CP+CdL          | 5+4             | 3+1             | 1+2             | 1+1             | -                  | -                  | -                  | -                  | -                  | -           | -           | -           | -           | -           | 43     | 25     | 10     | 8      | 58,14      | 1º (prom.)  |
| 2022-2023       | Rio Ave           | PL              | 34         | 10         | 10         | 14         | CP+CdL          | 1+3             | 0+2             | 0+0             | 1+1             | -                  | -                  | -                  | -                  | -                  | -           | -           | -           | -           | -           | 38     | 12     | 10     | 16     | 31,58      | 12º         |
| 2023-2024       | Rio Ave           | PL              | 34         | 6          | 19         | 9          | CP+CdL          | 1+2             | 0+1             | 0+0             | 1+1             | -                  | -                  | -                  | -                  | -                  | -           | -           | -           | -           | -           | 36     | 7      | 19     | 11     | 19,44      | 11º         |
| lug.-nov. 2024  | Rio Ave           | PL              | 10         | 2          | 3          | 5          | CP+CdL          | 0+1             | 0+1             | 0+0             | 0+0             | -                  | -                  | -                  | -                  | -                  | -           | -           | -           | -           | -           | 11     | 3      | 3      | 5      | 27,27      | Eson.       |
| Totale Rio Ave  | Totale Rio Ave    | Totale Rio Ave  | 112        | 39         | 39         | 34         |                 | 17              | 8               | 3               | 6               |                    | -                  | -                  | -                  | -                  |             | -           | -           | -           | -           | 129    | 47     | 42     | 40     | 36,43      |             |
| gen.-giu. 2025  | Vitória Guimarães | PL              | 16         | 7          | 5          | 4          | CP+CdL          | -               | -               | -               | -               | UECL               | 2                  | 0                  | 1                  | 1                  | -           | -           | -           | -           | -           | 18     | 7      | 6      | 5      | 38,89      | Sub., 6º    |
| Totale carriera | Totale carriera   | Totale carriera | 194        | 74         | 61         | 59         |                 | 28              | 14              | 5               | 9               |                    | 2                  | 0                  | 1                  | 1                  |             | -           | -           | -           | -           | 224    | 88     | 67     | 69     | 39,29      |             |

## Palmarès
- Campeonato de Portugal: 1

Mafra: 2017-2018
- Segunda Liga: 2

Nacional: 2019-2020
Rio Ave: 2021-2022